# Station Utrecht Lunetten
Station Utrecht Lunetten is een voorstadshalte aan de spoorlijn Utrecht - Boxtel, aan de rand van de Utrechtse wijk Lunetten.

## Geschiedenis

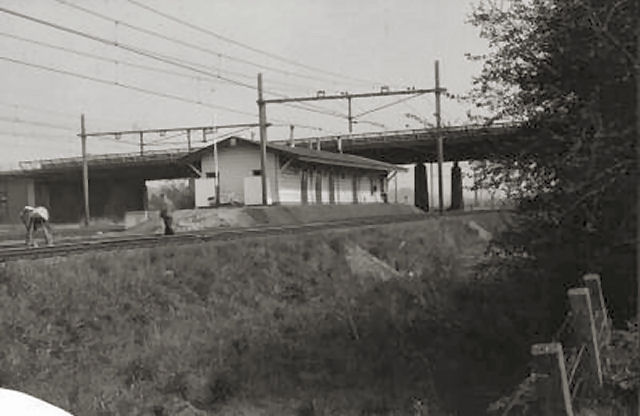
Het eerste station Lunetten, gefotografeerd omstreeks 1970. Op de achtergrond het viaduct van de Waterlinieweg. Voorbij dit viaduct kwam het latere station.

### Eerste station
Het eerste station Lunetten werd geopend op 10 juni 1874 en gesloten op 15 mei 1932. In die periode was het een speciaal overstapstation. Reizigers van de treinmaatschappij Hollandsche IJzeren Spoorweg-Maatschappij (HSM) uit de richting Hilversum konden overstappen op treinen van de Staatsspoorwegen (SS) richting 's-Hertogenbosch en vice versa. Het station had geen in- en uitgang naar de straat, het was alleen mogelijk om van de ene naar de andere trein over te stappen. Het station was gebouwd door de SS. Het stationsgebouw was een simpel houten onderkomen. Dit was het gevolg van het militaire belang van de omgeving. Nabij het station bevonden zich de forten van Lunetten op de Houtense Vlakte. Het station kon zo, indien nodig, snel worden afgebroken. Hoewel het station reeds in 1932 werd gesloten, heeft het stationsgebouw nog tot 1978 bestaan. De sluiting van het station was het gevolg van het aanleggen van een verbinding tussen de HSM-lijn uit Hilversum en de NCS-lijn uit Amersfoort in 1921. Hierdoor konden de treinen uit Hilversum doorrijden naar Utrecht Centraal. Het nut van de stop in Lunetten verdween daarmee.

### Voorstadshalte Lunetten
Op 28 september 1980 werd één kilometer zuidelijk van de oude halte een nieuw station geopend met de naam Utrecht Lunetten. Utrecht Lunetten was op dat moment een van de kleine stations waar de NS geen loketten hadden. In de jaren 90 heeft er tijdelijk een plaatskaartenkantoor bestaan. Dit werd gevestigd in een noodgebouw op het stationsplein. Na de ontwikkeling van de kaartautomaat was het snel gedaan met de bemanning. Het gebouwtje is gesloopt in de voorbereidingen voor de spooruitbreiding.
Door de groei van de wijk Lunetten steeg het belang van het station. Het aantal in- en uitstappende forenzen groeide. Ook onderwijsinstellingen in de nabijheid van het station hadden extra reizigers tot gevolg.

### Uitbreiding naar vier sporen
Vanwege de uitbreiding van twee naar vier sporen moest station Utrecht Lunetten opnieuw op de schop. Het station, dat bestond uit twee perrons ter weerszijden van de beide sporen, werd omgevormd tot een eilandperron, gelegen tussen de middelste twee van de vier sporen. Voor de spooruitbreiding werd gebruik gemaakt van het al aanwezige viaduct van de Nieuwe Houtenseweg. Voor deze weg werd een nieuwe brug over de A27 gebouwd. Omdat het eilandperron niet te dicht bij de twee viaducten over de A27 kon liggen, kwam het nieuwe station 250 meter noordelijker te liggen. Daar kwam een nieuwe ruime onderdoorgang voor fietsers en voetgangers, tevens is dit de toegang tot het eilandperron. De krappe tunnel onder het oude station kon hierdoor vervallen. Het nieuwe station was op 30 mei 2016 gereed, het noodperron aan de westzijde van het spoor verviel toen.

## Bediening
| Serie | Treinsoort    | Route | Bijzonderheden                                                                                           |
| ----- | ------------- | --- | --- |
| 6000  | Sprinter (NS) | Den Haag Centraal – Gouda – Utrecht Centraal – Utrecht Lunetten – Geldermalsen – 's-Hertogenbosch                   | Rijdt alleen na 18:00 uur en van vrijdag t/m zondag.                                                     |
| 6700  | Sprinter (NS) | Leiden Centraal – Alphen a/d Rijn – Woerden – Utrecht Centraal – Utrecht Lunetten – Geldermalsen – Tiel             | Rijdt alleen na 18:00 uur en van vrijdag t/m zondag. Rijdt non-stop tussen Woerden en Utrecht Centraal.  |
| 16700 | Sprinter (NS) | Utrecht Centraal – Utrecht Lunetten – Geldermalsen – Tiel                                                           | Rijdt enkel eenmaal halverwege de dinsdag- en zondagavond en alleen richting Tiel.                       |
| 6900  | Sprinter (NS) | Den Haag Centraal – Gouda – Utrecht Centraal – Utrecht Lunetten – Geldermalsen – Tiel                               | Rijdt alleen van maandag t/m donderdag tot 18:00 uur.                                                    |
| 8800  | Sprinter (NS) | Leiden Centraal – Alphen a/d Rijn – Woerden – Utrecht Centraal – Utrecht Lunetten – Geldermalsen – 's-Hertogenbosch | Rijdt alleen van maandag t/m donderdag tot 18:00 uur. Rijdt non-stop tussen Woerden en Utrecht Centraal. |

## Dienstregeling
Na de heropening van het station in 1980 bood de NS een halfuurdienstregeling. De treinen richting Geldermalsen hadden afwisselend 's-Hertogenbosch, Eindhoven en Tiel als eindbestemming. Sinds december 2006 rijden de treinen richting 's-Hertogenbosch door naar Breda.
Hoewel de NS tussen Utrecht en Geldermalsen een kwartierdienst rijdt, had het station lange tijd slechts een halfuurdienstregeling. Een extra stop in Lunetten was in de dienstregeling niet mogelijk, zonder daarbij een ander station over te slaan en op het traject naar Geldermalsen is Lunetten qua in- en uitstappers het kleinste station.
Vanaf 25 augustus 2008 stopte er wel in beide richtingen vier keer per uur een trein. Met ingang van de dienstregeling 2014 (ingaande op 15 december 2013) stopten de treinen uit Tiel wegens capaciteitsgebrek op het spoor niet meer in Utrecht Lunetten, waardoor richting Utrecht Centraal er een halfuurdienst reed, terwijl in tegenovergestelde richting wel een kwartierdienst gereden werd. Op 13 juli 2015 werd ook deze kwartierdienst omgezet in een halfuurdienst, zodat alleen nog treinen van en naar 's-Hertogenbosch op station Utrecht Lunetten stoppen. Doordat de goederentreinen op andere tijden en sporen kunnen rijden, stoppen met ingang van de dienstregeling 2016 per 13 december 2015 weer in beide richtingen ieder kwartier treinen op Utrecht Lunetten.
Op het station kan worden overgestapt op de volgende U-OV-buslijnen:
- Lijn 8: Lunetten - Tolsteeg - Centraal Station - Centrum - Oudwijk - Wilhelminapark
- Lijn 10: Lunetten - Kanaleneiland - Transwijk - Papendorp - Leidsche Rijn

## Afbeeldingen

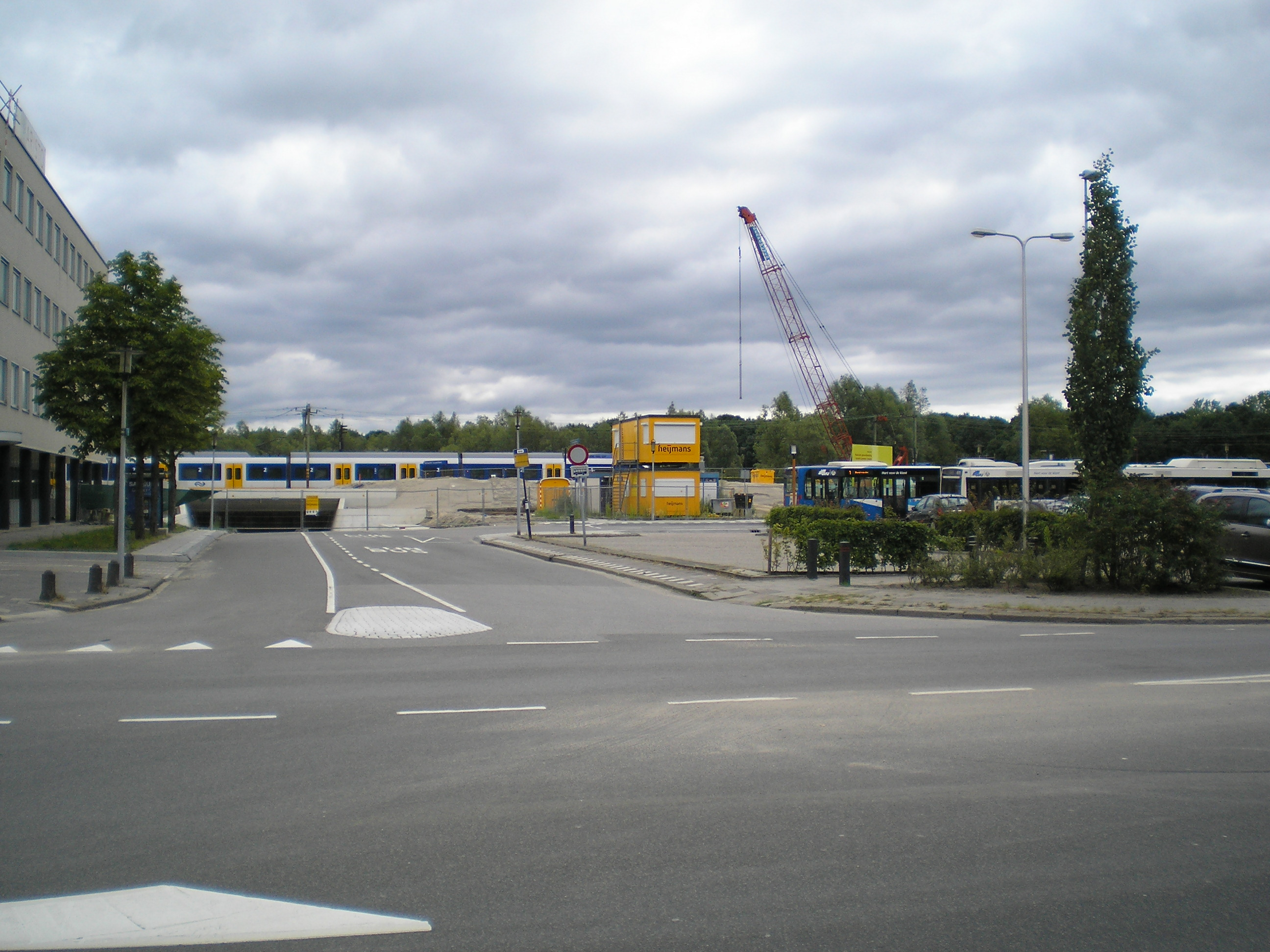
Nieuw te bouwen station Lunetten 2011, met links gebouw Aristo
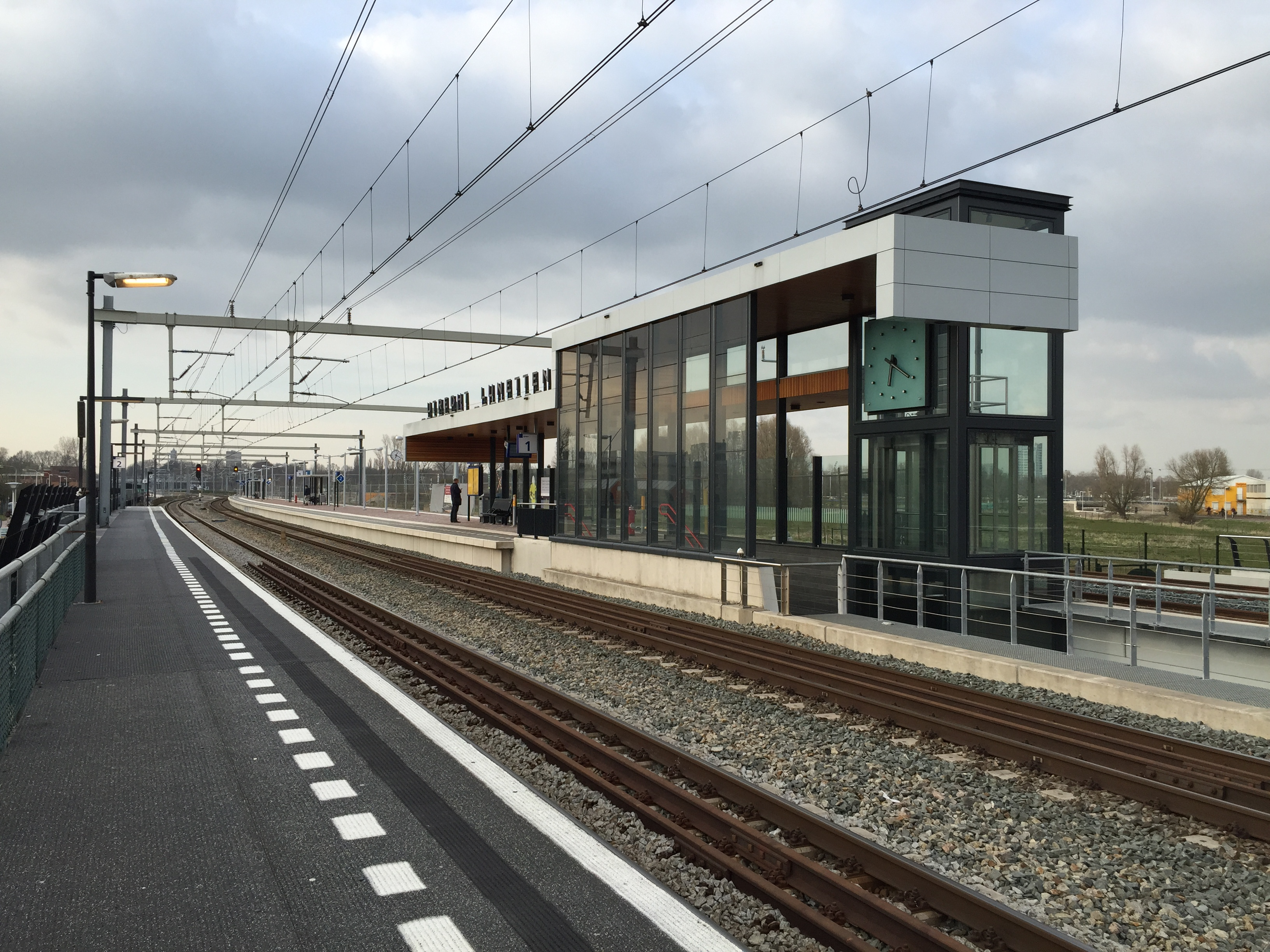
Vanaf het tijdelijke, inmiddels gesloopte, spoor 2 richting het noorden (april 2015)
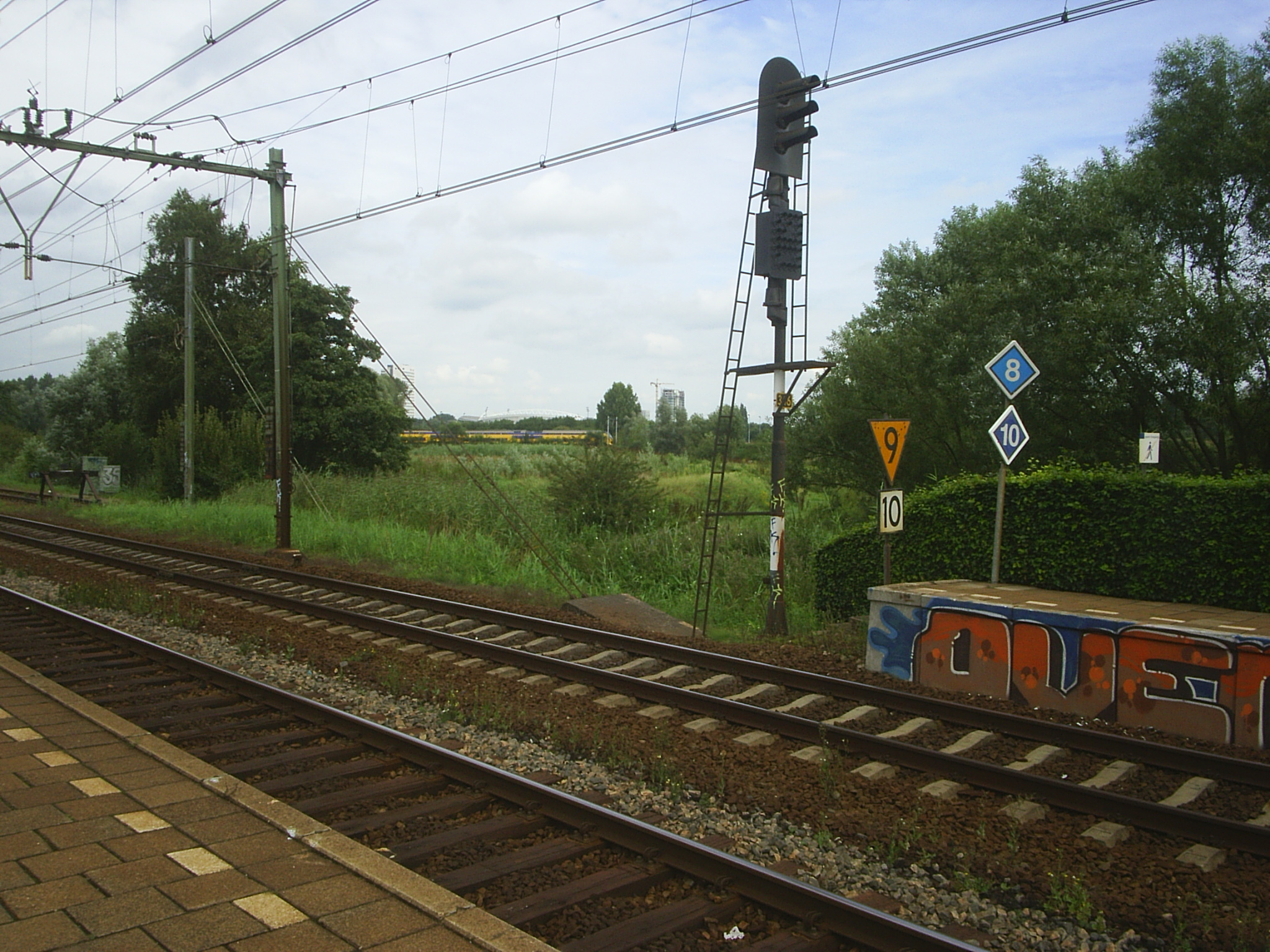
De intercity naar Arnhem op de afbuigende Rhijnspoorweg
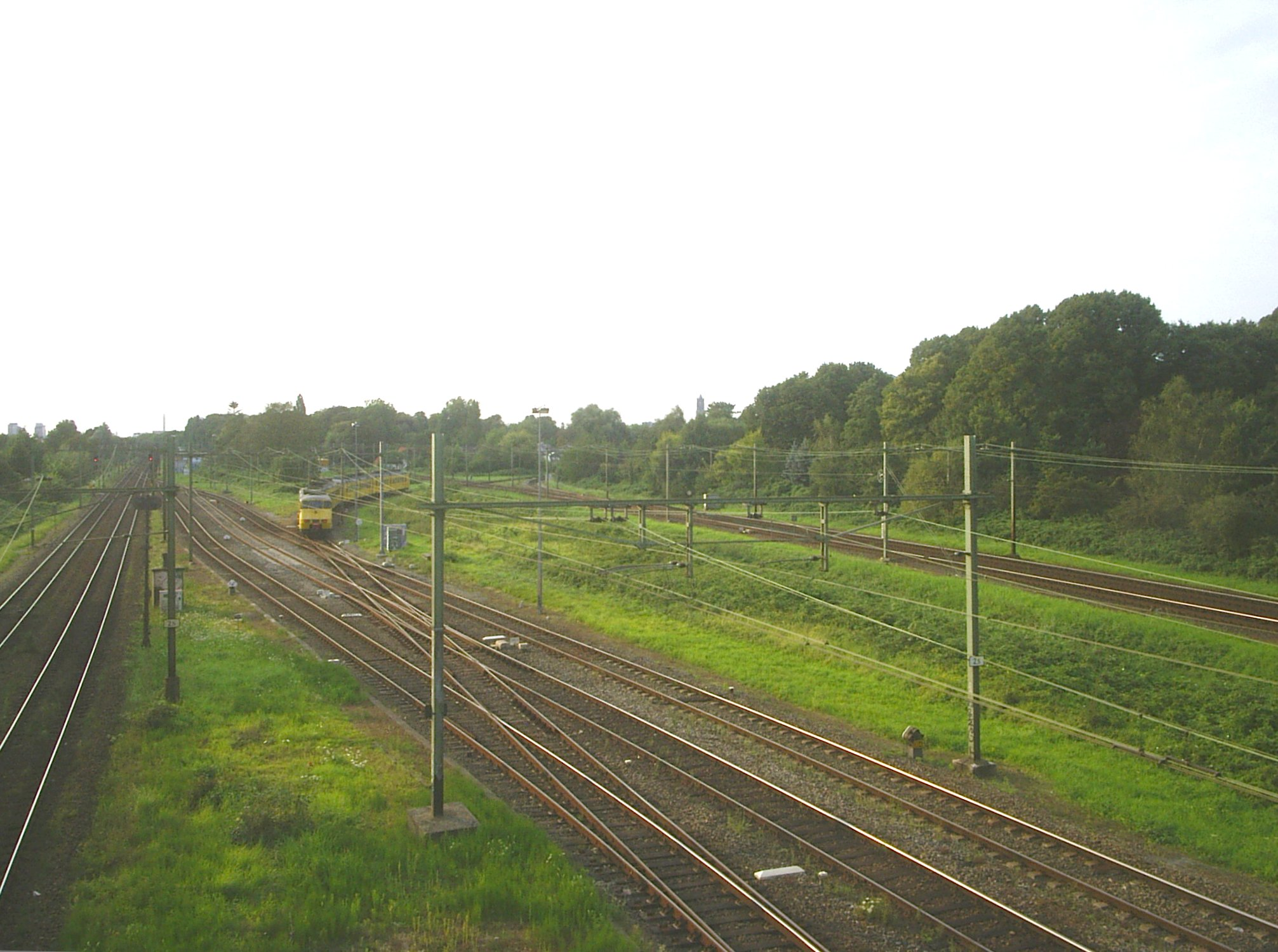
De plek waar het eerste station was (grasveldje links)
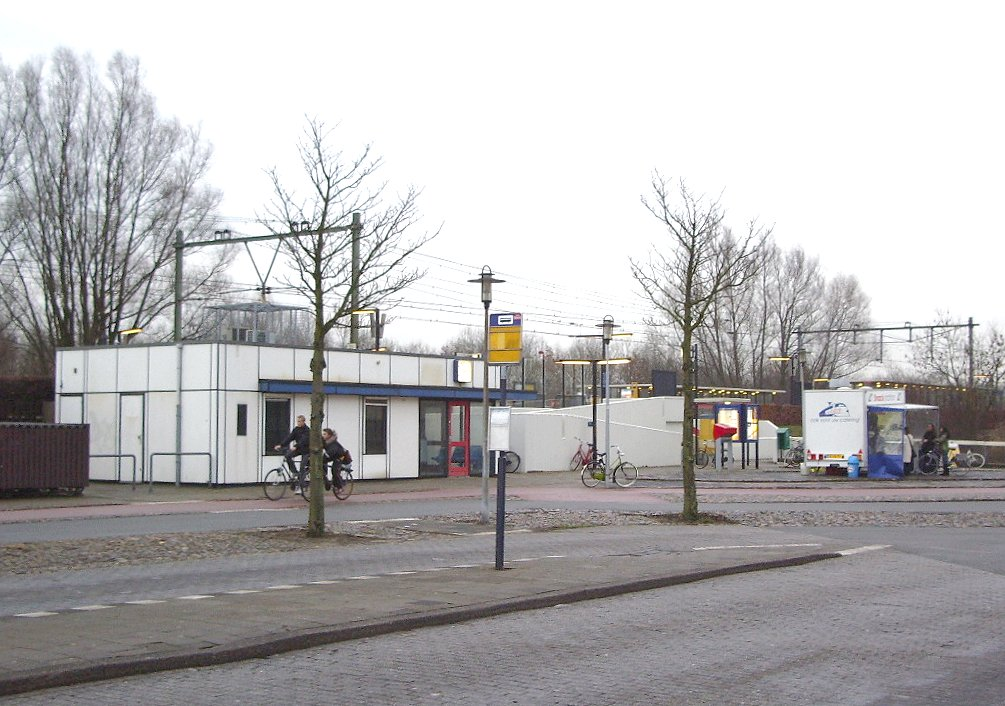
Station Lunetten met het voormalige stationsgebouw
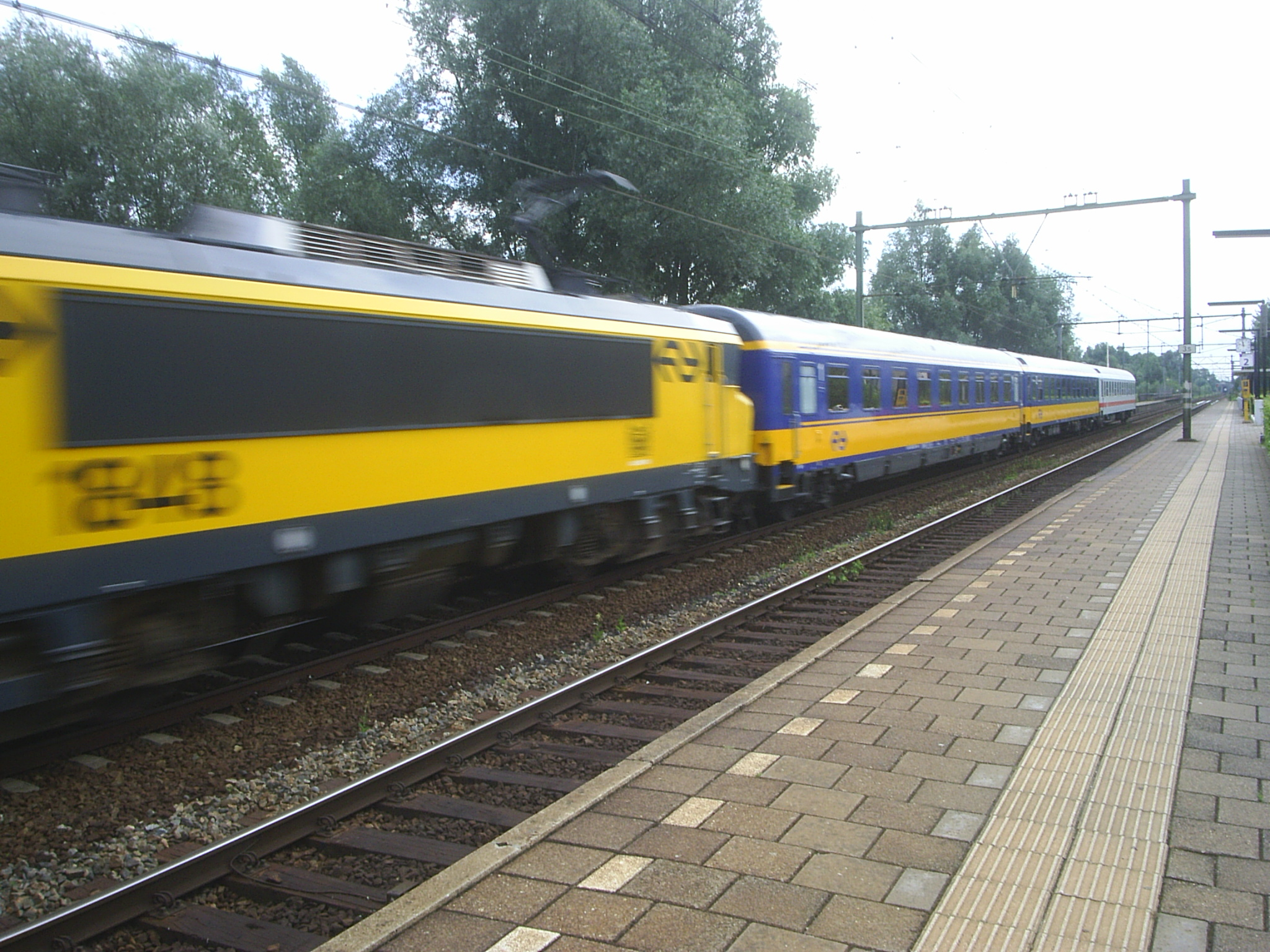
Loc. 1848 passeert station Lunetten met drie rijtuigen
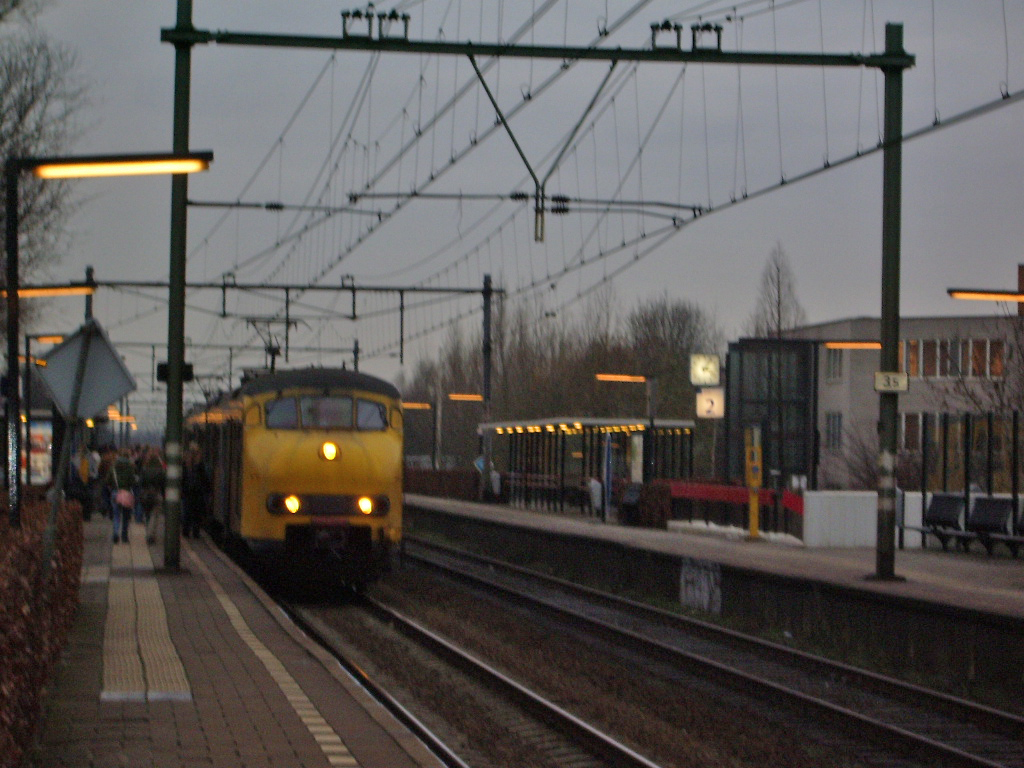
Voormalige perrons met stoptrein naar Utrecht Centraal
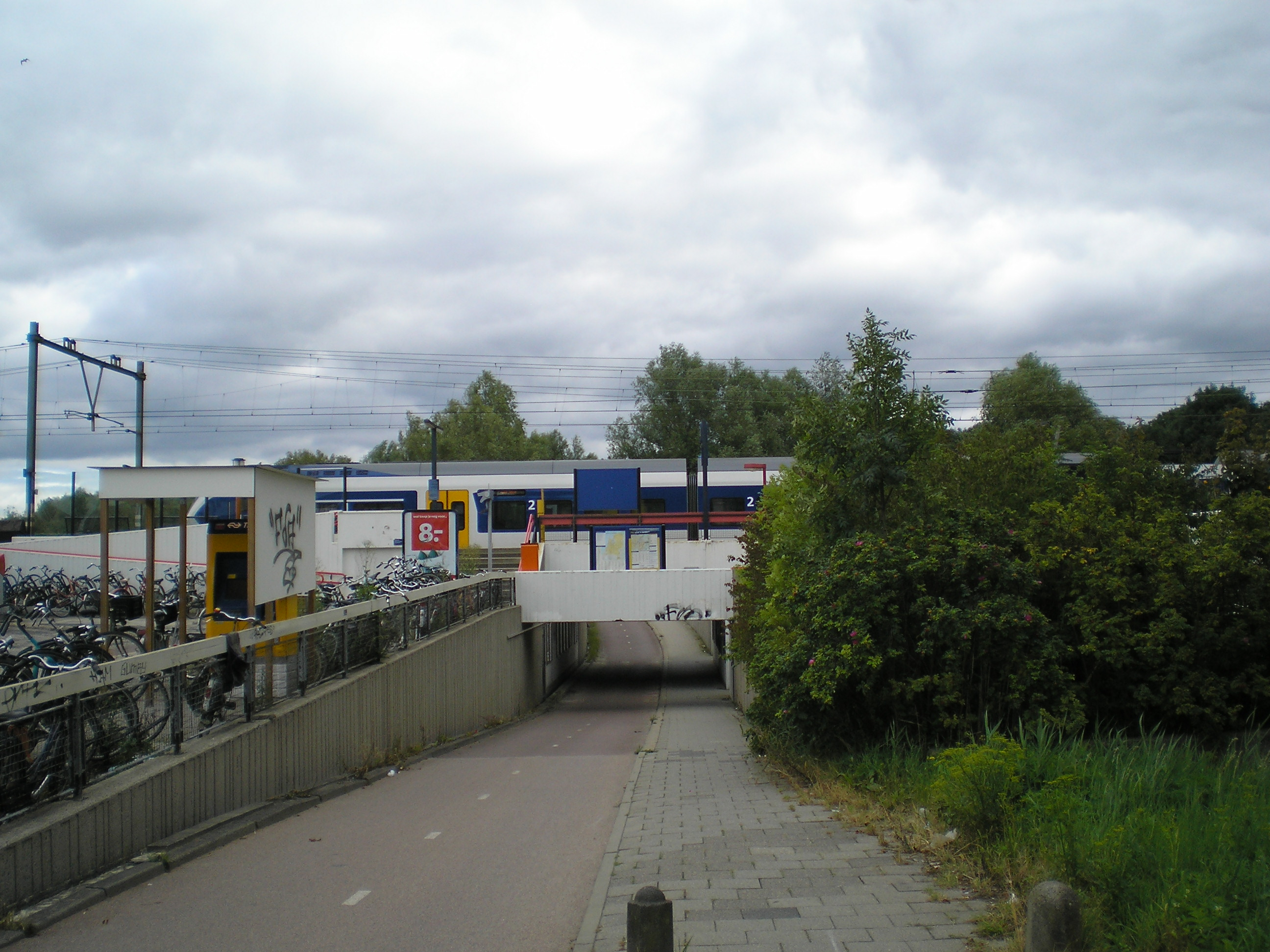
Station Lunetten en tunnel met erachter het pad Tussen de Rails voor de spoorverdubbeling.

## Ontwikkeling aantal reizigers
Het aantal door NS vervoerde reizigers (per gemiddelde werkdag) ontwikkelde zich sedert 2019 als volgt:
| Jaar | Aantal reizigers |
| ---- | ---------------- |
| 2019 | 3.979            |
| 2020 | 1.873            |
| 2021 | 1.915            |
| 2022 | 2.621            |
| 2023 | 3.260            |
| 2024 | 3.169            |